# 見付田
見付田（みつけだ）とは、江戸時代に用いられた土地用語で、畑地の場合には見付畑（みつけばた）と称した。

## 概要
江戸時代の農地は、領主による検地によって石盛と位付が行われることとなっていたが、水はけが悪いなどの理由によって生産力が低く、石盛自体は可能なものの、その数量が1斗-2斗で位付が不可能（下々よりも悪い）状態の水田・畑地をそれぞれ「見付田」「見付畑」と称した。
なお、「見付」とは、「みつけもの」「みっけもの」の意味があったと言われている。